# Фредериксен, Ян
Ян Фредериксен (дат. Jan Frederiksen; 20 июня 1982, Копенгаген, Дания) — датский футболист, защитник клуба «Граесроддерне».

## Биография
Фредериксен начал свою футбольную карьеру в клубе «Люнгбю». Дебютировал в матче датской Суперлиги 13 июня 2001 год]в проигранном 0:2 матче с «Ольборгом». В «Люнгбю» играл до конца сезона 2001 года, приняв участие в 8 матчах лиги.
В январе 2002 года перешёл в «Фейеноорд», но сразу же был отдан в аренду в фарм-клуб «Эксельсиор», выступающий в Эрсте Дивизие. Первый матч за клуб провёл 15 февраля против ВВВ-Венло (6:1). В сезоне 2001/02 выиграл с клубом путёвку в Эредивизи, в которой дебютировал 29 сентября в выигранном 3:0 матче с «Валвейком». Всего в том сезоне сыграл в трёх матчах лиги.
В январе 2003 года вернулся в Данию, где подписал контракт с «Мидтъюлланном». В составе клуба дебютировал 16 марта в матче с «Эсбьергом» (2:0). За полтора сезона сыграл в 12 матчах лиги. Летом 2004 года перешёл в другой датский клуб высшего дивизиона «Херфёльге». В сезоне 2004/05 занял с ним 11 место в чемпионате и вылетел в 1-й дивизион. В клубе играл ещё полтора года.
В начале 2007 года подписал контракт с клубом датской Суперлиги «Раннерс». Первую игру в лиге за этот клуб провёл 5 апреля против «Норшелланна» (1:6). С начала своих выступлений за «Раннерс» был игроком основного состава клуба. 22 июля, в выигранном 3:0 матче с «Люнгбю» забил свой первый гол в датской Суперлиге.
1 июля 2009 года в качестве свободного агента перешёл в Брондбю, где провёл три сезона.
8 августа 2012 года подписал годичный контракт с краковской «Вислой», после попытки перейти в немецкий клуб «Франкфурт» из Второй Бундеслиги.